# Manuel Carlos Bacelar
Manuel Carlos Bacelar ou Manoel Carlos de Bacellar Malheiro, natural de Covas, Vila Nova de Cerveira, fidalgo escudeiro da Casa Real (1737) e fidalgo cavaleiro da Casa Real, 3.º administrador do vínculo da Casa do Carboal, em Covas, aí residente e em São Miguel de Fontoura, e padroeiro das abadias de Cossourado (Paredes de Coura), Santa Marinha de Linhares e do Mosteiro de São Paio do Monte, em Vila Nova de Cerveira.
Nas Memórias Paroquiais de 1758, refere que era um "homem grande discreto e entendido e grande académico".
Segundo um tombo existente no Paço de Lanheses, foi administrador da capela das Chagas da Igreja da Colegiada de Santo Estevão, em Valença.

## Dados genealógicos
Filho de:
- Marcos Pereira Bacelar Sotomaior[2] ou Marcos Malheiro Pereira Bacelar (n. 16 de Janeiro de 1677),[7] Fidalgo Cavaleiro,[8] mestre de campo de auxiliares,[9] Coronel da Tropas do Minho, e senhor do morgado de Covas e do da Boavista[7] em Monção, filho de Carlos Malheiro Pereira,[8] ou Carlos Malheiro Pereira Bacelar, senhor do morgado de Gandra e Pedr.(?), mestre de campo, governador de Vila Nova de Cerveira, familiar de Santo Ofício, cavaleiro da Ordem de Cristo e fidalgo da Casa real, casado com D. Ana Maria Botelho.[9]
- D. Maria das Neves de Soutomaior e Menezes, filha de Gonçalo Afonso Pereira de Soutomaior, senhor da Casa de Barbeita e seus padroados, alcaide mor de Caminha, comendador de Azere e fidalgo da Casa Real, casado com D. Sebastiana de Valadares de Amaral.[9]

Casou, em 23 de Julho de 1732, com sua prima:
- D. Luisa Manuel Meneses,[10] ou D. Luísa Caetana de Menezes (n. em Ponte de Lima[11], 15 de Dezembro de 1713),[12] filha de D. Francisco Furtado de Mendonça e Menezes (n. 22 de Setembro de 1681 - 14 de Outubro de 1741[13]) da mesma vila de Ponte de Lima, fidalgo da Casa Real (Memórias Paroquiais[14]), cavaleiro da Ordem de Cristo, morgado das Casas da Freiria, Argemil e Canidelo, e de sua mulher D. Mariana Luisa de Valadares Amaral (n. 1678 - m.15 Agosto de 1739), filha herdeira  de João de Valadares do Amaral Carneiro, fidalgo da Casa Real, senhor da Casa de Valadares no Porto[13] e de Oliveira de Azeméis[15] e de D. Eugénia Margarida de Menezes[16] ou D. Margarida Machado da Silva e Menezes, filha de Rui Pereira de Sottomayor, alcaide mor de Caminha, senhor de Barbeita.[13]

Filhos:
- Marcos Caetano de Bacelar (n. 25 de Abril de 1733),[17] fidalgo da Casa Real,[18] mestre de campo em 24 de Março de 1766, comandante do Regimento de Milícias da Vila de Barca.[19] Sem geração.[7]
- Maria Luisa de Meneses (n. 16 de Maio de 1734 - m. 27 de Outubro de 1742).[17]
- Maria Rosa de Meneses (n. 3 de Maio de 1735).[17]
- Luisa Inácia de Meneses (n. 1 de Junho de 1736 - m. 1740).[17]
- Sebastião Carlos de Bacelar (21 de Fevereiro de 1739 - Outubro de 1742),[17] fidalgo da Casa Real[20] casado com D. Maria da Costa Fagundes, filha herdeira de Bernardo da Costa Fagundes. Com geração mas sem descendência seguinte.[7]
- Ana Maria de Meneses (3 de Agosto de 1741)[17] ou Ana Joaquina de Meneses, casada com Belchior Mendes de Vasconcelos, senhor da Casa da Fervença, em Barcelos. Com geração.[7]
- Luisa Maria de Meneses (2 de Setembro de 1743),[17] casada com Gonçalo Afonso Pereira de Melo, senhor da Casa de Barbeita.[7]
- João Manuel de Bacelar, natural e residente em Covas e Fontoura,[21] fidalgo da Casa Real,[22] prior de Lagos no bispado de Coimbra.[7]
- Sebastiana Maria de Menezes ( - Rua da Corredoura - Caminha (Matriz), Caminha, 16 de Março de 1803)[23], casada em 24 de Setembro de 1764 com Inácio Pita Leite de Castro (nascido em Caminha, baptizado em 12 de Maio de 1737 - 16 de Agosto de 1798)[24], fidalgo Cavaleiro da Casa Real,[25] filho de Braz Pita Leite (batizado 27 de Setembro de 1711 - Rua do Terreiro - Caminha (Matriz), Caminha, 9 de Março de 1747[26]), fidalgo da Casa Real e senhor do morgado de Alvarães[27] e da Casa dos Pitas, em Caminha.[7] e de Maria Josefa de Castro de Menezes, de Paredes de Coura, filha de Sebastião Pereira da Cunha e Castro[28]).
- Maria Vitória Meneses Bacelar, natural de Covas, casada na Capela de Nossa senhora da Graça, em 29 de Julho de 1761, com Francisco de Abreu Cirne Pereira de Brito, governador do Castelo de Santiago da Barra de Viana da Foz do Lima, morgado do vínculo Paço de Lanheses.[29] Com geração.[7]